# حسن أباد يك (اسماعيلي كرمان)
حسن أباد یك (بالفارسية: حسن‌آباد یک) هي منطقة سكنية تقع في إيران في منطقة إسماعيلي. يقدر عدد سكانها بـ 369 نسمة .